# Arthur (Or the Decline and Fall of the British Empire)
| 전문가 평가                   | 전문가 평가 |
| 평가 점수                     | 평가 점수   |
| 출처                          | 점수        |
| ----------------------------- | ----------- |
| AllMusic                      | [ 1 ]       |
| Blender                       | [ 2 ]       |
| The Rolling Stone Album Guide | [ 3 ]       |
| Encyclopedia of Popular Music | [ 4 ]       |

《Arthur (Or the Decline and Fall of the British Empire)》는 종종 《Arthur》라고 일컬어지며, 1969년 10월 10일에 발매된 영국의 록 밴드 킹크스의 일곱 번째 스튜디오 음반이다. 킹크스의 프론트맨 레이 데이비스는 그라나다 텔레비전 연극의 사운드트랙으로 콘셉트 음반을 구성했고 소설가 줄리언 미첼과 함께 줄거리를 개발했다. 대략적인 줄거리는 레이와 기타리스트 데이브 데이비스의 매제 아서 애닝을 기반으로 한 카펫 레이어 아서 모건을 중심으로 전개되었다.
스테레오 버전이 국제적으로 출시되었다. 모노 버전은 영국에서 출시되었지만, 미국에서는 출시되지 않았다.
이 음반은 저조한 판매고를 기록했지만, 특히 미국 음악 언론들 사이에서 거의 만장일치로 호평을 받았다. 비록 《Arthur》와 그 첫 번째 두 싱글인 〈Drivin'〉과 〈Shangri-La〉는 영국에서 차트 작성에 실패했지만, 킹크스는 미국의 리드 싱글인 〈Victoria〉로 2년 만에 《빌보드》 차트에 복귀하여 62위에 올랐다. 이 음반은 빌보드 200 차트에서 105위에 올랐는데, 1965년 이후 가장 높은 순위를 기록했다.
《Arthur》는 1970년 킹크스의 컴백 음반 《Lola Versus Powerman and the Moneygoround, Part One》의 더 큰 성공을 위한 길을 닦았다.

## 배경
1969년 1월 초 영국 제작사 그라나다 TV가 레이 데이비스에게 접근하여 텔레비전용 영화나 연극 개발에 관심을 보였다. 데이비스는 줄리언 미첼과 함께 "실험적" 프로그램에 협력할 예정이었고, 킹크스에 의한 사운드 트랙은 함께 LP로 발매될 예정이었다. 합의는 1월 8일에 완료되었고, 프로젝트는 3월 10일 보도 자료에서 공개되었다. 이와는 별도로, 킹크스는 《Arthur (Or the Decline and Fall of the British Empire)》라는 제목의 프로그램의 동반자 음반 작업을 시작했다.
《Arthur》의 성장은 밴드의 이전 음반인 《The Kinks Are the Village Green Preservation Society》와 후속 싱글인 〈Plastic Man〉의 상업적 실패와 창립 멤버이자 베이시스트인 피트 퀘이프의 탈퇴로 인해 어려운 시기에 이루어졌다. 1969년 초, 퀘이프는 밴드에서 탈퇴한다고 말했지만, 다른 멤버들은 1966년에 탈퇴했기 때문에 심각하게 받아들이지 않았다. 《뉴 뮤지컬 익스프레스》에 실린 기사에서 킹크스의 다른 사람들 모르게 결성된 밴드 메이플 오크가 언급되었을 때, 데이비스는 퀘이프에게 《Arthur》의 다가오는 세션에 돌아올 것을 요청했지만 성공하지 못했다. 베이시스트 존 돌턴은 3년 전 퀘이프가 탈퇴했을 때 잠시 자리를 비웠으며, 드러머 믹 아보리로부터 밴드에 재가입하라는 요청을 받았다.
1969년 4월 11일, 레이 데이비스는 엔지니어 척 브리츠와 함께 미국 밴드 터틀스의 음반 《Turtle Soup》를 프로듀싱하기 위해 로스앤젤레스의 유나이티드 레코딩 스튜디오로 갔다. 로스앤젤레스에 있는 동안 데이비스는 1965년 미국 음악가 연맹에 의해 킹크스에 부과된 콘서트 금지령을 끝내는 협상을 도왔다. 비록 킹크스와 조합 모두 금지에 대한 구체적인 이유를 밝히지 않았지만, 당시에는 그들의 거친 무대에서의 행동에 기인한 것으로 널리 알려져 있었다. 데이비스와의 협상 후에, 연맹은 이 그룹이 미국 투어를 다시 하는 것을 허락했다. 터틀스 음반의 주요 세션이 끝나자 데이비스는 영국으로 돌아왔다.
데이비스가 해외에 있는 동안, 밴드의 다른 멤버들은 다가오는 음반을 위해 리허설과 연습을 하고 있었고, 리드 기타리스트 데이브 데이비스의 솔로 음반인 《A Hole in the Sock of》를 별명으로 불렀다. 레이가 돌아왔을 때, 킹크스는 《Arthur》를 리허설하기 위해 하트퍼드셔주 보어햄우드에 있는 그의 집으로 다시 모였다.

## 발매
《Arthur (Or the Decline and Fall of the British Empire)》는 1969년 10월 10일 영국과 미국에서 발매되었다. 이 음반은 모노로 발매된 마지막 킹크스 음반이었고, 모노 에디션은 미국에서 발매되지 않았다. 이 음반은 1969년 말 킹크스의 미국 투어 복귀를 위한 발판을 마련했고, 1970년 히트곡 Lola로 더 큰 상업적 성공을 위한 길을 닦았다.

## 곡 목록
모든 곡들은 레이 데이비스에 의해 작사/작곡하였다.
| #  | 제목                  | 재생 시간 |
| -- | --------------------- | --------- |
| 1. | 〈Victoria〉          | 3:40      |
| 2. | 〈Yes Sir, No Sir〉   | 3:46      |
| 3. | 〈Some Mother's Son〉 | 3:25      |
| 4. | 〈Drivin'〉           | 3:21      |
| 5. | 〈Brainwashed〉       | 2:34      |
| 6. | 〈Australia〉         | 6:46      |

| #  | 제목                                        | 재생 시간 |
| -- | ------------------------------------------- | --------- |
| 1. | 〈Shangri-La〉                              | 5:20      |
| 2. | 〈Mr. Churchill Says〉                      | 4:42      |
| 3. | 〈She's Bought a Hat Like Princess Marina〉 | 3:07      |
| 4. | 〈Young and Innocent Days〉                 | 3:21      |
| 5. | 〈Nothing to Say〉                          | 3:08      |
| 6. | 〈Arthur〉                                  | 5:27      |

## 같이 보기
- 계급 사회
- 빅토리아 (영국)
- 풍자